# Tourist History
Tourist History è l'album discografico di debutto del gruppo musicale nordirlandese Two Door Cinema Club, pubblicato nel febbraio 2010 dall'etichetta francese Kitsuné.
Il disco ha vinto il premio Choise Music Prize quale miglior album del 2010.

## Tracce
1. Cigarettes in the Theatre – 3:34
2. Come Back Home – 3:24
3. Do You Want It All? – 3:29
4. This Is the Life – 3:30
5. Something Good Can Work – 2:44
6. I Can Talk – 2:57
7. Undercover Martyn – 2:48
8. What You Know – 3:11
9. Eat That Up, It's Good for You – 3:45
10. You're Not Stubborn – 3:10

## Formazione
- Alex Trimble - voce, chitarra, synth
- Sam Halliday - chitarra, cori
- Kevin Baird - basso, cori